# Palais de justice de Barcelone
Le Palais de Justice de Barcelone (en catalan : Palau de Justícia de Barcelona) est un édifice bâti entre 1887 et 1908 à Barcelone, avec pour objectif de réunir dans un seul bâtiment les juges et l'Audience Provinciale. La Députation de Barcelone a désigné José Doménech y Estapá et Enric Sagnier comme les architectes du projet.
Cette œuvre est inscrite comme Bien Culturel d'Intérêt Local (BCIL) dans le Recensement du Patrimoine Culturel catalan.

## Description

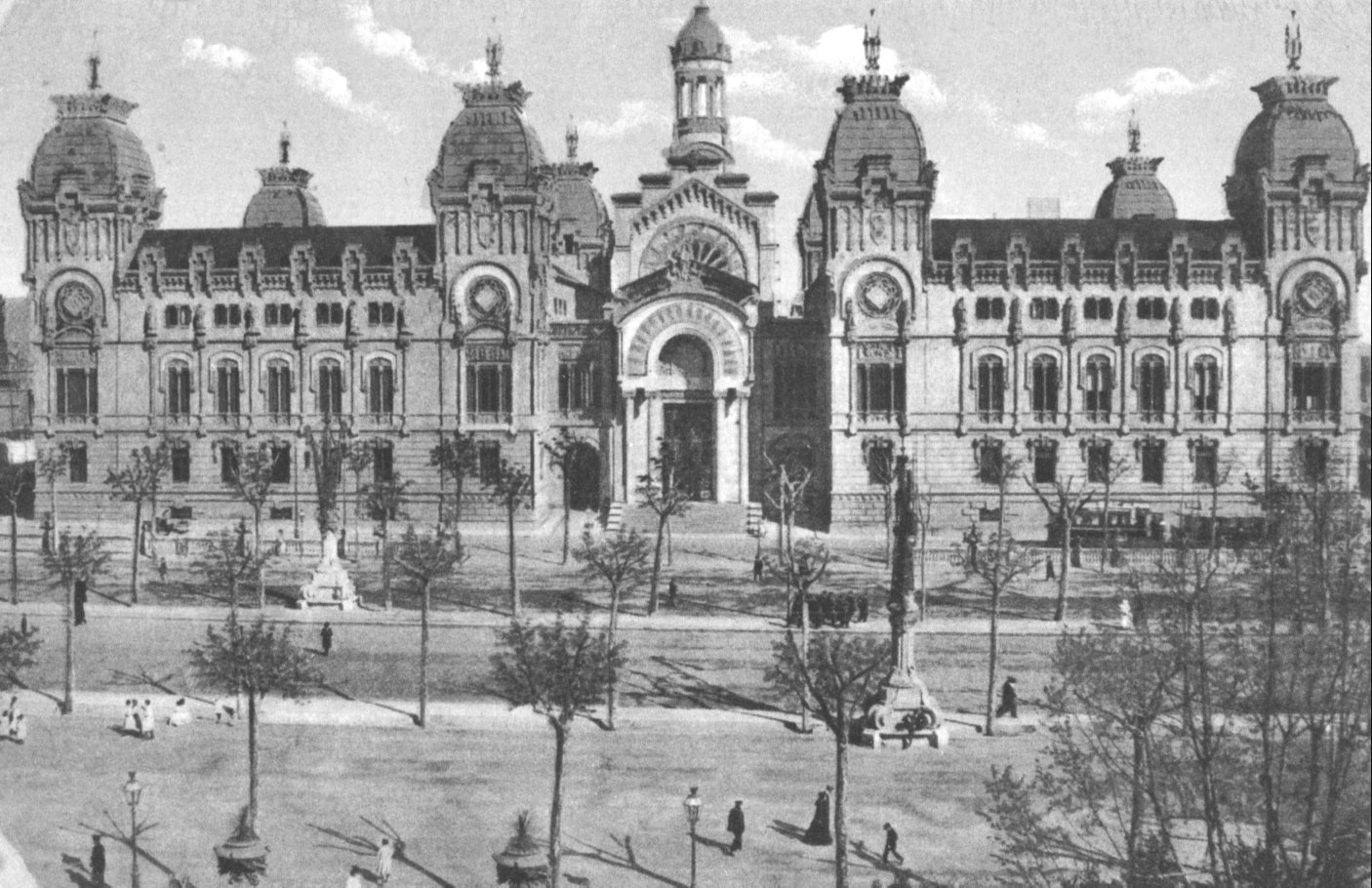
Le palais en 1911.

Le palais a été construit sur un endroit qui faisait partie des terrains destinés à l'Exposition Universelle de 1888. La première pierre a été posée le 11 avril 1887. Les travaux se sont prolongés pendant vingt ans, et lorsque le bâtiment a été inauguré, le 11 juin 1908, il n'était pas encore totalement achevé. L'inauguration a été présidée par l'infante María Teresa et son époux Fernando de Bavière, duc de Cadix, et y ont assisté le ministre de Grâce et Justice, Juan Armada, le président de la Députation de Barcelone, Enric Prat de la Riba, et le maire de Barcelone, Albert Bastardas.
Il est l'œuvre la plus importante de la première époque de Sagnier, qui a développé ici un style éclectique, monumental et grandiloquant, avec certaine tendance classique. Le Palais de Justice a été, après l'Université de Barcelone, un des premiers bâtiments publics de la ville conçu de façon monumentale, dans un endroit isolé et à l' échelle du nouveau quartier de l'Eixample. L'ensemble devait accueillir l'Audience de Barcelone et les juges municipaux et de première instance de la capitale.
Les tours donnent à l'ensemble un vrai air de forteresse, et sont décorées avec les armoiries des quatre provinces catalanes. Les quatre façades du palais ont été décorées de diverses sculptures et reliefs, ainsi que de frises, écussons, et autres éléments ornementaux.

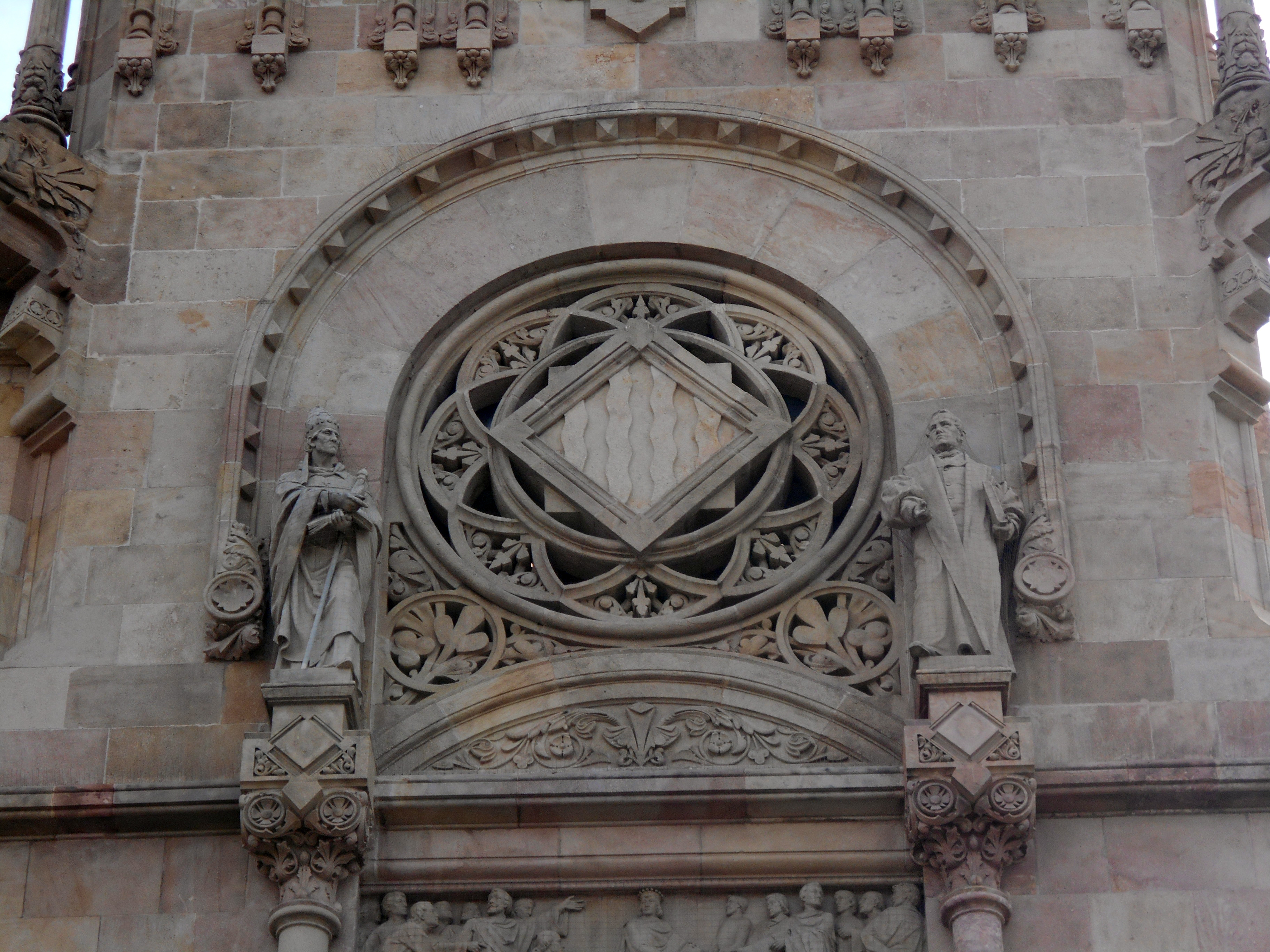
Sculptures de Juan XXII et Joaquín Francisco Pacheco, de Miquel Blay.

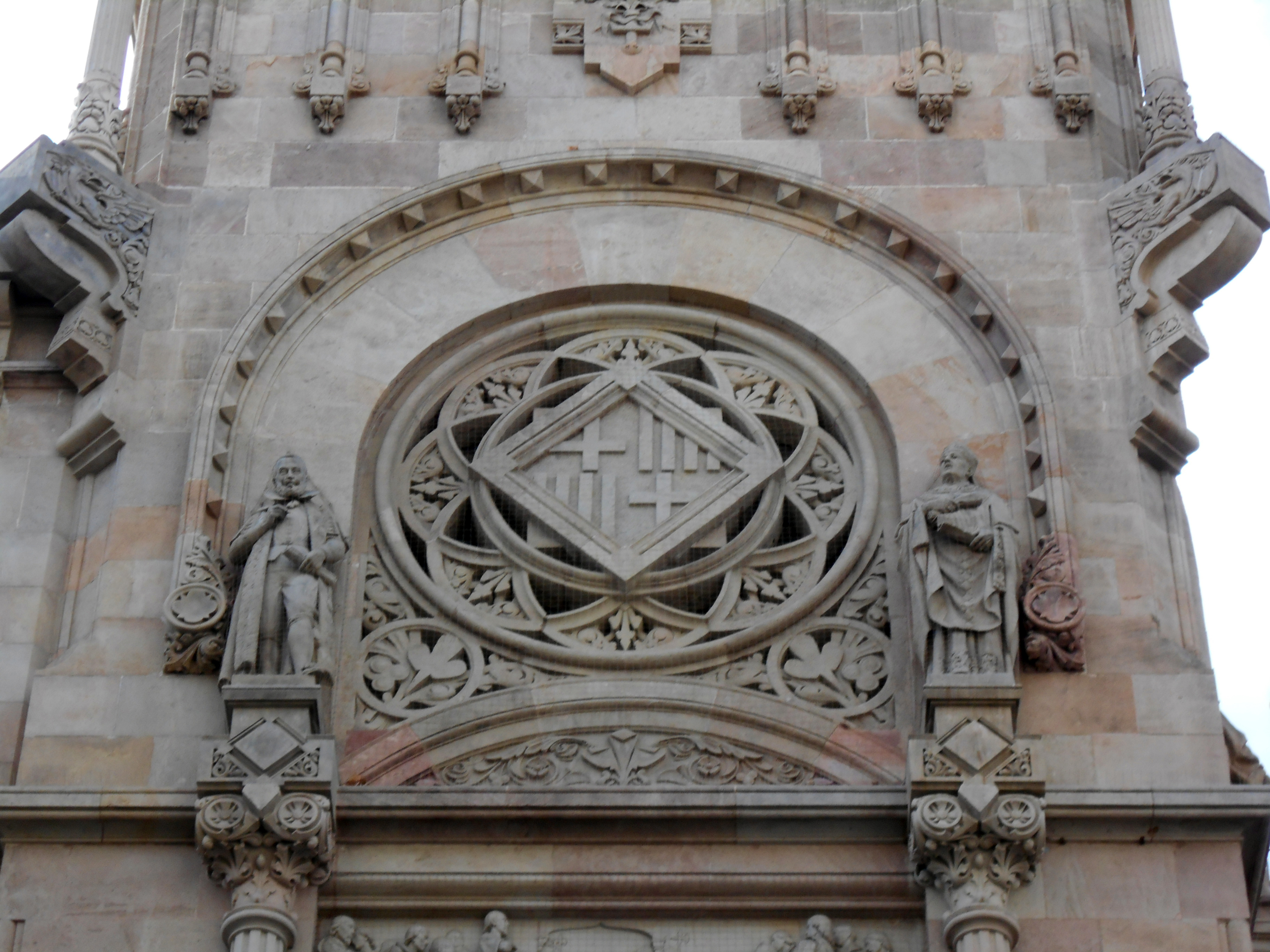
Sculptures de Miquel Ferrer, de Josep Maria Barnadas, et Vidal de Canyelles, de Francisco Pagés Serratosa.